# Harald Mors
Harald Mors, född 18 november 1910 i Alexandria, Egypten, död 11 februari 2001 i Berg, Tyskland, var en tysk major. Han är känd för att ha lett Operation Eiche, fritagningen av Italiens diktator Benito Mussolini i Gran Sasso i september 1943. Mors dekorerades med Tyska korset i guld kort därefter.